# Cadabra (software)
Cadabra es un software de álgebra computacional diseñado específicamente para la solución de problemas relacionados con la teoría de campos.
Liberado bajo la Licencia Pública General de GNU, Cadabra es software libre.
Posee gran cantidad de funcionalidades para la simplificación polinómica de tensor, incluyendo simetrías, fermiones y variables anti-desplazamiento, transformadas de Fierz y álgebra de Clifford, dependencias implícitas coordenadas, múltiples índices y otras funciones más. El formato de entrada es un subconjunto de TeX.
Cadabra puede funcionar bajo una interfaz de línea de comando como también bajo una interfaz gráfica.